# Mercœur (Haute-Loire)
Mercœur is een gemeente in het Franse departement Haute-Loire (regio Auvergne-Rhône-Alpes) en telt 150 inwoners (1999). De plaats maakt deel uit van het arrondissement Brioude.

## Geografie
De oppervlakte van Mercœur bedraagt 29,2 km², de bevolkingsdichtheid is 5,1 inwoners per km².
De onderstaande kaart toont de ligging van Mercœur (Haute-Loire) met de belangrijkste infrastructuur en aangrenzende gemeenten.

## Demografie
Onderstaande figuur toont het verloop van het inwonertal (bron: INSEE-tellingen).